# Gia tộc Shimazu
Gia tộc Shimazu (Nhật: 島津氏 (Đảo Tân thị) Hepburn: Shimazu-shi) là một gia tộc Nhật Bản là Buke (武家 (Võ gia)?) và Kazoku (華族 (Hoa tộc)?). Nổi tiếng nhất là gia đình Shimazu Satsuma cai trị phiên Satsuma ở tỉnh Satsuma từ thời Kamakura đến đầu Thời kỳ Minh Trị và trở thành một gia đình công tước sau thời Minh Trị Duy Tân, nhưng còn có nhiều gia tộc nhánh khác.

## Tổng quan
Vào tháng 8 năm 1185, sau khi Loạn Jishō-Juei kết thúc, Shimazu Tadahisa, người sáng lập gia tộc Shimazu, được bổ nhiệm vào vị trí Sō-kan của Trang viên Shimazu, lãnh địa của gia tộc Konoe, gia tộc đứng đầu các gia tộc Sekke. Bắt đầu từ điều này, sau khi thành lập Mạc phủ Kamakura, Minamoto no Yoritomo đã bổ nhiệm ông làm Thủ hộ (Shugo) Tỉnh Echizen bên cạnh ba tỉnh Satsuma, Ōsumi và Hyūga, khiến nơi đây trở thành một trong 4 tỉnh bất thường trong số các Gokenin hùng mạnh của Mạc phủ Kamakura được bổ nhiệm làm thủ hộ. Kể từ đó, gia đình Shimazu đã phát triển thành một gia tộc ở Nam Kyūshū, từ Shugo thành Shugo Daimyō rồi trở thành Daimyō trong thời kỳ Chiến quốc, vào thời kỳ đỉnh cao, gia tộc này kiểm soát gần như toàn bộ Kyūshū. Năm 1587, Toyotomi Hideyoshi đã bình định Kyūshū, gia tộc Shimazu đầu hàng.
Mặc dù thuộc về Tây Quân và bị đánh bại trong Trận Sekigahara nhưng ông đã chạy thoát khỏi lãnh thổ của mình và trở thành một trong những Hùng phiên quan trọng nhất thời Edo, với tài sản ròng là 770.000 koku. Vào cuối thời Edo, cùng với gia tộc Mōri của phiên Chōshū, họ trở thành lực lượng trung tâm trong phong trào chống Mạc phủ và trở thành động lực thúc đẩy cuộc Minh Trị Duy tân. Trong thời Minh Trị và Đại Chính, gia tộc này đóng một vai trò trọng trong giới chính trị và kinh doanh. Gia tộc Shimazu có 14 chi họ được xếp vào hàng Kazoku, bao gồm gia tộc chính, gia tộc nhánh, gia tộc lãnh chúa phong kiến và chư hầu trước đây (2 gia đình công tước, 1 gia đình bá tước và 11 gia đình nam tước), con số chỉ đứng sau gia tộc gia tộc Matsudaira (29 gia tộc).
Gia tộc Shimazu là một gia tộc hiếm hoi trong số rất nhiều daimyō vẫn tiếp tục là một gia đình danh giá từ Kamakura và Muromachi đến Edo cho đến ngày nay.

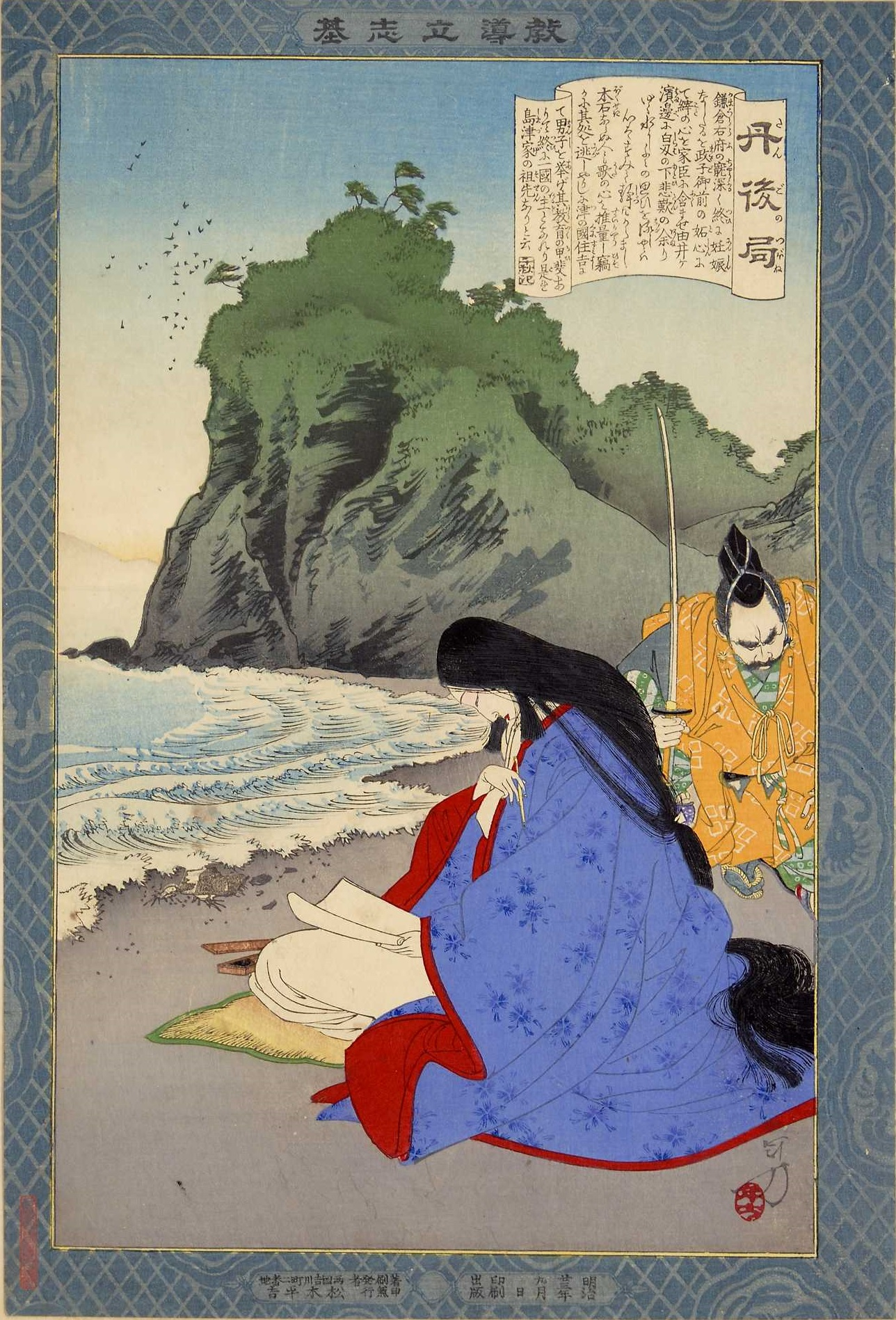
"Giáo đạo lập chí cơ" hơn "Đơn Hậu cục", bức mộc bản của Mizuno Toshikata kể câu chuyện về người phụ nữ đã sinh ra Shimazu Tadahisa

### Thời kỳ Kamakura

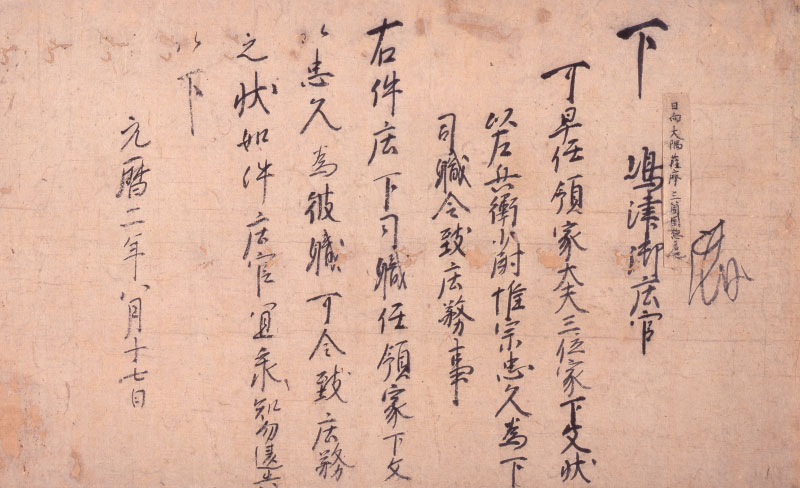
Một lá thư từ Yoritomo đề cử Tadahisa vào chức Hạ ty (下司職) của Trang viên Shimazu thuộc gia tộc Konoe. (nguồn)

## Gia huy

Kutsuwa jūji (轡十字, Bí Thập Tự), Gia huy lâu đời của gia đình Shimazu Satsuma.
Maru ni jūnoji (丸に十の字, Thập tự trong vòng tròn), sử dụng bởi trưởng tộc.
Shimazu jūmonji (島津十文字, Đảo Tân thập văn tự) Được liệt kê trong "Mōko Shurai Ekotoba" và "Kenmon Shokamon",
Kaemon no "Gosan-kiri" (替紋の「五三桐」)